# National Bank Open 2023
Giải quần vợt Canada Mở rộng 2023 (còn được biết đến với National Bank Open presented by Rogers vì lý do tài trợ) là một giải quần vợt thi đấu trên mặt sân cứng ngoài trời diễn ra từ ngày 7–13 tháng 8 năm 2023. Giải đấu nam diễn ra tại Sân vận động Sobeys ở Toronto và giải đấu nữ diễn ra tại Sân vận động IGA ở Montreal. Đây là lần thứ 133 giải đấu nam được tổ chức—là một giải Masters 1000 trong ATP Tour 2023, và lần thứ 121 giải đấu nữ được tổ chức—là một giải WTA 1000 không Mandatory trong WTA Tour 2023.

## Điểm và tiền thưởng

### Phân phối điểm
| Sự kiện | VĐ   | CK  | BK  | TK  | Vòng 1/16 | Vòng 1/32 | Vòng 1/64 | Q  | Q2 | Q1 |
| Đơn nam | 1000 | 600 | 360 | 180 | 90        | 45        | 10        | 25 | 16 | 0  |
| Đôi nam | 1000 | 600 | 360 | 180 | 90        | 0         | —         | —  | —  | —  |
| Đơn nữ  | 900  | 585 | 350 | 190 | 105       | 60        | 1         | 30 | 20 | 1  |
| Đôi nữ  | 900  | 585 | 350 | 190 | 105       | 5         | —         | —  | —  | —  |

### Tiền thưởng
| Sự kiện  | VĐ         | CK       | BK       | TK       | Vòng 1/16 | Vòng 1/32 | Vòng 1/64 | Q2      | Q1     |
| Đơn nam  | $1,019,335 | $556,630 | $304,375 | $166,020 | $88,805   | $47,620   | $26,380   | $13,515 | $7,080 |
| Đơn nữ   | $454,500   | $267,690 | $138,000 | $63,350  | $31,650   | $17,930   | $12,848   | $7,650  | $4,000 |
| Đôi nam* | $312,740   | $169,880 | $93,310  | $51,470  | $28,310   | $13,510   | —         | —       | —      |
| Đôi nữ*  | $133,840   | $75,286  | $40,432  | $20,914  | $11,850   | $7,900    | —         | —       | —      |

*mỗi đội

## Nội dung đơn ATP

### Hạt giống
Dưới đây là những tay vợt được xếp loại hạt giống. Hạt giống dựa trên bảng xếp hạng ATP vào ngày 31 tháng 7 năm 2023. Xếp hạng và điểm trước vào ngày 7 tháng 8 năm 2023.
| Hạt giống | Xếp hạng | Tay vợt               | Điểm trước | Điểm bảo vệ | Điểm thắng | Điểm sau | Thực trạng                                    |
| --------- | -------- | --------------------- | ---------- | ----------- | ---------- | -------- | --------------------------------------------- |
| 1         | 1        | Carlos Alcaraz        | 9,225      | 10          | 180        | 9,395    | Tứ kết thua trước Tommy Paul [12]             |
| 2         | 3        | Daniil Medvedev       | 6,360      | 10          | 180        | 6,530    | Tứ kết thua trước Alex de Minaur              |
| 3         | 5        | Casper Ruud           | 4,985      | 360         | 90         | 4,715    | Vòng 3 thua trước Alejandro Davidovich Fokina |
| 4         | 4        | Stefanos Tsitsipas    | 5,090      | 10          | 10         | 5,090    | Vòng 2 thua trước Gaël Monfils [PR]           |
| 5         | 6        | Holger Rune           | 4,825      | 45          | 10         | 4,790    | Vòng 2 thua trước Marcos Giron [Q]            |
| 6         | 7        | Andrey Rublev         | 4,595      | 10          | 10         | 4,595    | Vòng 2 thua trước Mackenzie McDonald          |
| 7         | 8        | Jannik Sinner         | 3,815      | 90          | 1,000      | 4,725    | Vô địch, đánh bại Alex de Minaur              |
| 8         | 9        | Taylor Fritz          | 3,605      | 90          | 90         | 3,605    | Vòng 3 thua trước Alex de Minaur              |
| 9         | 10       | Frances Tiafoe        | 3,085      | 45          | 10         | 3,050    | Vòng 1 thua trước Milos Raonic [WC]           |
| 10        | 12       | Félix Auger-Aliassime | 2,680      | 180         | 10         | 2,510    | Vòng 1 thua trước Max Purcell [Q]             |
| 11        | 13       | Cameron Norrie        | 2,505      | 90          | 10         | 2,425    | Vòng 1 thua trước Alex de Minaur              |
| 12        | 14       | Tommy Paul            | 2,345      | 180         | 360        | 2,525    | Bán kết thua trước Jannik Sinner [7]          |
| 13        | 16       | Alexander Zverev      | 2,265      | 0           | 45         | 2,310    | Vòng 2 thua trước Alejandro Davidovich Fokina |
| 14        | 15       | Borna Ćorić           | 2,315      | 10          | 10         | 2,315    | Vòng 1 thua trước Aleksandar Vukic [LL]       |
| 15        | 17       | Hubert Hurkacz        | 2,195      | 600         | 90         | 1,685    | Vòng 3 thua trước Carlos Alcaraz [1]          |
| 16        | 19       | Lorenzo Musetti       | 1,950      | (45)†       | 90         | 1,995    | Vòng 3 thua trước Daniil Medvedev [2]         |

† Tay vợt không vượt qua vòng loại ở giải đấu năm 2022. Thay vào đó, điểm tốt nhất của lần 19 sẽ được thay thế vào.

#### Tay vợt rút lui khỏi giải đấu
Dưới đây là những tay vợt được xếp loại hạt giống, nhưng rút lui trước khi giải đấu bắt đầu.
| Xếp hạng | Tay vợt         | Điểm trước | Điểm bảo vệ | Điểm sau | Lý do rút lui |
| -------- | --------------- | ---------- | ----------- | -------- | ------------- |
| 2        | Novak Djokovic  | 8,795      | 0           | 8,795    | Mệt mỏi       |
| 11       | Karen Khachanov | 2,900      | 45          | 2,855    | Chấn thương   |

### Vận động viên khác
Đặc cách:
- Gabriel Diallo
- Alexis Galarneau
- Vasek Pospisil
- Milos Raonic

Bảo toàn thứ hạng:
- Gaël Monfils

Vượt qua vòng loại:
- Diego Schwartzman
- Matteo Arnaldi
- Marcos Giron
- Cristian Garín
- Max Purcell
- Taro Daniel
- Thanasi Kokkinakis

Thua cuộc may mắn:
- Aleksandar Vukic

### Rút lui
- Roberto Bautista Agut → thay thế bởi  Grégoire Barrère
- Pablo Carreño Busta → thay thế bởi  J. J. Wolf
- Marin Čilić → thay thế bởi  Zhang Zhizhen
- Grigor Dimitrov → thay thế bởi  Aleksandar Vukic
- Novak Djokovic → thay thế bởi  Christopher Eubanks
- Karen Khachanov → thay thế bởi  Aslan Karatsev
- Nick Kyrgios → thay thế bởi  Emil Ruusuvuori
- Denis Shapovalov → thay thế bởi  Mackenzie McDonald
- Jan-Lennard Struff → thay thế bởi  Bernabé Zapata Miralles

## Nội dung đôi ATP

### Hạt giống
| Quốc gia | Tay vợt           | Quốc gia | Tay vợt                | Xếp hạng1 | Hạt giống |
| -------- | ----------------- | -------- | ---------------------- | --------- | --------- |
| NED      | Wesley Koolhof    | GBR      | Neal Skupski           | 2         | 1         |
| CRO      | Ivan Dodig        | USA      | Austin Krajicek        | 7         | 2         |
| USA      | Rajeev Ram        | GBR      | Joe Salisbury          | 11        | 3         |
| IND      | Rohan Bopanna     | AUS      | Matthew Ebden          | 19        | 4         |
| MON      | Hugo Nys          | POL      | Jan Zieliński          | 20        | 5         |
| GER      | Kevin Krawietz    | GER      | Tim Pütz               | 24        | 6         |
| ESP      | Marcel Granollers | ARG      | Horacio Zeballos       | 26        | 7         |
| MEX      | Santiago González | FRA      | Édouard Roger-Vasselin | 26        | 8         |

- Bảng xếp hạng vào ngày 31 tháng 7 năm 2023.

### Vận động viên khác
Đặc cách:
- Gabriel Diallo /  Alexis Galarneau
- Nicolas Mahut /  Vasek Pospisil
- Benjamin Sigouin /  Kelsey Stevenson

Thay thế:
- Sadio Doumbia /  Fabien Reboul
- Peter Polansky /  Adil Shamasdin

### Rút lui
- Alejandro Davidovich Fokina /  Stefanos Tsitsipas → thay thế bởi  Peter Polansky /  Adil Shamasdin
- Rinky Hijikata /  Jason Kubler → thay thế bởi  Tallon Griekspoor /  Jiří Lehečka
- Sebastian Korda /  Frances Tiafoe → thay thế bởi  Sadio Doumbia /  Fabien Reboul

## Nội dung đơn WTA

### Hạt giống
Dưới đây là những tay vợt được xếp loại hạt giống. Hạt giống dựa trên bảng xếp hạng WTA vào ngày 31 tháng 7 năm 2023. Xếp hạng và điểm trước vào ngày 7 tháng 8 năm 2023.
| Hạt giống | Xếp hạng | Tay vợt             | Điểm trước | Điểm bảo vệ | Điểm thắng | Điểm sau | Thực trạng                                 |
| --------- | -------- | ------------------- | ---------- | ----------- | ---------- | -------- | ------------------------------------------ |
| 1         | 1        | Iga Świątek         | 9,490      | (110)†      | 350        | 9,730    | Bán kết thua trước Jessica Pegula [4]      |
| 2         | 2        | Aryna Sabalenka     | 8,746      | 105         | 105        | 8,746    | Vòng 3 thua trước Liudmila Samsonova [15]  |
| 3         | 4        | Elena Rybakina      | 5,465      | 60          | 350        | 5,755    | Bán kết thua trước Liudmila Samsonova [15] |
| 4         | 3        | Jessica Pegula      | 5,480      | 350         | 900        | 6,030    | Vô địch, đánh bại Liudmila Samsonova [15]  |
| 5         | 6        | Caroline Garcia     | 4,685      | (100)†      | 1          | 4,685§   | Vòng 2 thua trước Marie Bouzková           |
| 6         | 7        | Coco Gauff          | 3,760      | 190         | 190        | 3,760    | Tứ kết thua trước Jessica Pegula [4]       |
| 7         | 9        | Petra Kvitová       | 3,341      | 1           | 105        | 3,445    | Vòng 3 thua trước Belinda Bencic [12]      |
| 8         | 8        | Maria Sakkari       | 3,585      | 105         | (30)†      | 3,510    | Vòng 2 thua trước Danielle Collins [Q]     |
| 9         | 10       | Markéta Vondroušová | 3,106      | 0           | 105        | 3,211    | Vòng 3 thua trước Coco Gauff [6]           |
| 10        | 14       | Daria Kasatkina     | 2,600      | (55)†       | 190        | 2,735    | Tứ kết thua trước Elena Rybakina [3]       |
| 11        | 12       | Beatriz Haddad Maia | 2,745      | 585         | 60         | 2,220    | Vòng 2 thua trước Leylah Fernandez [WC]    |
| 12        | 13       | Belinda Bencic      | 2,605      | 190         | 190        | 2,605    | Tứ kết thua trước Liudmila Samsonova [15]  |
| 13        | 15       | Madison Keys        | 2,580      | (100)†      | 60         | 2,580§   | Vòng 2, rút lui do chấn thương cơ mông     |
| 14        | 17       | Karolína Muchová    | 2,333      | (15)‡       | 105        | 2,423    | Vòng 3 thua trước Iga Świątek [1]          |
| 15        | 18       | Liudmila Samsonova  | 2,220      | (60)†       | 585        | 2,745    | Á quân, thua trước Jessica Pegula [4]      |
| 16        | 19       | Victoria Azarenka   | 2,176      | (1)†        | 60         | 2,235    | Vòng 2, rút lui do chấn thương             |

† Điểm từ kết quả tốt nhất của lần 16 (cho điểm bảo vệ) hoặc kết quả tốt nhất của lần 17 (cho điểm thắng), vào ngày 7 tháng 8 năm 2023.

‡ Tay vợt có điểm bảo vệ từ một giải WTA 125 (Concord).

§ Không thay đổi điểm vì điểm từ giải đấu không được tính là một trong 16 kết quả tốt nhất của tay vợt.

#### Tay vợt rút lui khỏi giải đấu
Dưới đây là những tay vợt được xếp loại hạt giống, nhưng rút lui trước khi giải đấu bắt đầu.
| Xếp hạng | Tay vợt              | Điểm trước | Điểm bảo vệ | Điểm sau | Lý do rút lui       |
| -------- | -------------------- | ---------- | ----------- | -------- | ------------------- |
| 5        | Ons Jabeur           | 4,747      | 1           | 4,746    | Chấn thương đầu gối |
| 11       | Barbora Krejčíková   | 2,840      | (30)†       | 2,840§   | Chấn thương cổ chân |
| 16       | Veronika Kudermetova | 2,485      | (100)†      | 2,485§   | Chấn thương hông    |

† Điểm từ kết quả tốt nhất của lần 16.

§ Không thay đổi điểm vì điểm từ giải đấu năm 2022 không được tính vào xếp hạng của tay vợt vào ngày 7 tháng 8 năm 2023.

### Vận động viên khác
Đặc cách:
- Bianca Andreescu
- Leylah Fernandez
- Rebecca Marino
- Venus Williams
- Caroline Wozniacki

Bảo toàn thứ hạng:
- Jennifer Brady
- Elina Svitolina

Vượt qua vòng loại:
- Lesia Tsurenko
- Alycia Parks
- Danielle Collins
- Camila Giorgi
- Kayla Day
- Peyton Stearns
- Kimberly Birrell
- Katie Boulter

Thua cuộc may mắn:
- Yulia Putintseva
- Magdalena Fręch
- Cristina Bucșa

### Rút lui
- Paula Badosa → thay thế bởi  Magdalena Fręch
- Ons Jabeur → thay thế bởi  Yulia Putintseva
- Barbora Krejčíková → thay thế bởi  Lucia Bronzetti
- Veronika Kudermetova → thay thế bởi  Lauren Davis
- Lesia Tsurenko → thay thế bởi  Cristina Bucșa

## Nội dung đôi WTA

### Hạt giống
| Quốc gia | Tay vợt                  | Quốc gia | Tay vợt          | Xếp hạng1 | Hạt giống |
| -------- | ------------------------ | -------- | ---------------- | --------- | --------- |
| USA      | Coco Gauff               | USA      | Jessica Pegula   | 7         | 1         |
| AUS      | Storm Hunter             | BEL      | Elise Mertens    | 11        | 2         |
| CZE      | Kateřina Siniaková       | BRA      | Luisa Stefani    | 15        | 3         |
| USA      | Nicole Melichar-Martinez | AUS      | Ellen Perez      | 17        | 4         |
| USA      | Desirae Krawczyk         | NED      | Demi Schuurs     | 23        | 5         |
| UKR      | Lyudmyla Kichenok        | LAT      | Jeļena Ostapenko | 35        | 6         |
| JPN      | Shuko Aoyama             | JPN      | Ena Shibahara    | 40        | 7         |
| TPE      | Chan Hao-ching           | MEX      | Giuliana Olmos   | 40        | 8         |

- Bảng xếp hạng vào ngày 31 tháng 7 năm 2023.

### Vận động viên khác
Đặc cách:
- Eugenie Bouchard /  Rebecca Marino
- Marina Stakusic /  Carol Zhao

Thay thế:
- Magda Linette /  Bernarda Pera

### Rút lui
- Jennifer Brady /  Madison Keys → thay thế bởi  Magda Linette /  Bernarda Pera

## Nhà vô địch

### Đơn nam
- Jannik Sinner đánh bại  Alex de Minaur, 6–4, 6–1

### Đơn nữ
- Jessica Pegula đánh bại  Liudmila Samsonova, 6–1, 6–0

### Đôi nam
- Marcelo Arévalo /  Jean-Julien Rojer đánh bại  Rajeev Ram /  Joe Salisbury, 6–3, 6–1

### Đôi nữ
- Shuko Aoyama /  Ena Shibahara đánh bại  Desirae Krawczyk /  Demi Schuurs, 6–4, 4–6, [13–11]